# Htop
htop은 상호작용 시스템 모니터 프로세스 뷰어이자 프로세스 관리자이다. 유닉스 프로그램 top의 대안으로 설계되었다. 컴퓨터에서 실행 중인, 자주 업데이트되는 프로세스 목록을 보여주고 보통 CPU의 사용률에 따라 나열된다. top와는 달리 htop은 리소스를 소비하는 프로세스 대신 실행 중인 프로세스의 전체 목록을 제공한다. htop은 색을 사용하여 프로세서, 스왑, 메모리 상태에 관한 시각 정보를 제공한다.
사용자들은 유닉스 top이 시스템 프로세스에 관한 충분한 정보를 제공하지 않을 경우 htop을 이용하곤 한다. htop은 시스템 모니터로서 매우 대중적으로, 상호 작용적으로 사용된다. 신호를 프로세스에 보내기 위해 top에 비해 더 편하고 시각적이며 커서로 제어되는 인터페이스를 제공한다.
htop은 Ncurses 라이브러리를 이용, C 프로그래밍 언어로 작성되어 있다.

## 같이 보기
- Top (소프트웨어)